# Shevchenkivskyi Hai
El Museo de Arquitectura Popular y Vida Rural Klymentiy Sheptytsky (Ucraniano: Музей народної архітектури та побуту імені Климентія Шептицького), también conocido como Shevchenkivskyi Hai (Ucraniano: Шевченківський гай) es un museo al aire libre ubicado en Lviv, Ucrania.

## Ubicación
El Museo de Arquitectura Popular y Vida Rural Klymentiy Sheptytsky está situado en las colinas boscosas de la meseta de Lviv (parte de las tierras altas de Podolia), en la parte noreste de la ciudad, en la zona conocida como Kaiserwald. Se encuentra dentro del territorio del Parque de Paisaje Regional de Znesinnia.
El museo integra armoniosamente el paisaje montañoso, la vegetación de los Cárpatos y los edificios históricos cuidadosamente reubicados provenientes de varias regiones del oeste de Ucrania. La superficie total del parque es de 84 hectáreas aproximadamente.

## Historia

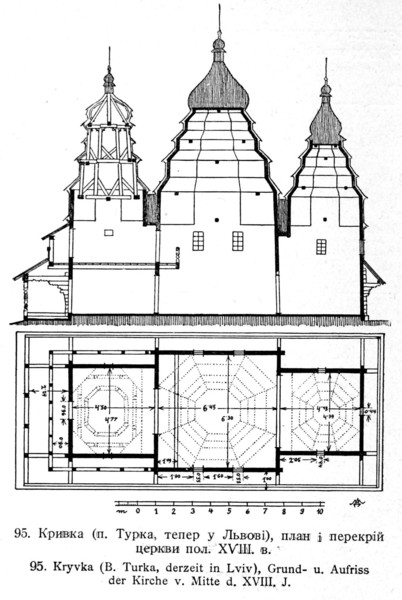
Plano de la iglesia de San Nicolás desde el pueblo de Kryvka

En la primavera de 1966, se creó un Departamento de Construcción Popular dentro del Museo Etnográfico, Artes y Artesanías, marcando el inicio de las obras para crear un museo al aire libre. En 1971, el departamento se reorganizó y se convirtió en el Museo de Arquitectura Popular y Vida Rural, que abrió oficialmente sus puertas a los visitantes en 1972.  La idea de crear un museo de estas características fue del renombrado erudito ucraniano Ilarion Sventsitsky, quien había iniciado el concepto de un museo al aire libre, similar al Skansen de Estocolmo, a finales de la década de 1920.  
En la década de 1920, cuando la comunidad del pueblo de Kryvka decidió desmantelar su antigua iglesia de madera de San Nicolás (construida en 1761) después de la construcción de una nueva, el historiador de arte ucraniano e investigador del arte antiguo ucraniano, Mijailo Dragan, con la ayuda del párroco local Markelii Kunovsky, logró persuadir a los aldeanos para que pospusieran su demolición. Gracias a los esfuerzos posteriores del Metropolitano Andrey Sheptytsky y su hermano, el beato Klymentiy Sheptytsky, la iglesia fue desmantelada bajo la supervisión y dirección de Mijailo Dragan en 1930, transportada a Lviv y reensamblada como iglesia para las necesidades del monasterio Estudita. Así se convirtió en la primera exposición de lo que más tarde sería el museo.   
En 1966, por iniciativa de los empleados del Museo de Etnografía y Artes y Artesanía, comenzaron los preparativos para un nuevo museo al aire libre. Se creó un Departamento de Construcción Popular y en 1971 se reorganizó en el Museo de Arquitectura Popular y Vida Rural. En 1975, Petro Kharytonovych Pyrozhenko trabajó en el museo durante un año, donde organizó expediciones en busca de objetos expuestos en toda la región de los Precárpatos y de Podolia .
En 2013, el museo recibió una subvención de la UNESCO de 300.000 dólares. Como parte de un programa de dos años, los fondos se asignaron para seminarios y análisis, la mejora del atractivo turístico y el estudio de las prácticas museísticas internacionales. El programa también incluyó financiación para publicidad y para la compra de equipamiento especializado para el departamento de arquitectura y el almacenamiento de colecciones. Las renovaciones planificadas incluyeron talleres, el edificio administrativo, instalaciones de almacenamiento y una casa tradicional del pueblo de Shandrovets . También, uniformes para el personal del museo. 
Desde el 1 de diciembre de 2016, el museo recibió oficialmente el nombre del beato Klymentiy Sheptytsky.  Entonces pasó a llamarse formalmente Museo de Arquitectura Popular y Vida Rural Klymentiy Sheptytsky, en lugar del nombre que le dieron los habitantes de Lviv "Shevchenkivskyi Hai". Cabe destacar este último nombre nunca tuvo estatus oficial. 
El 29 de septiembre de 2024 se inauguró en el parque un centro de información y educación con albergue.   

### Personas involucradas en la creación del museo y sus actividades

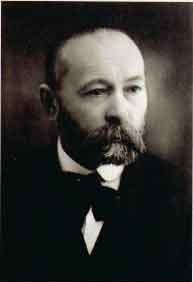
Ilarión Sventsitsky
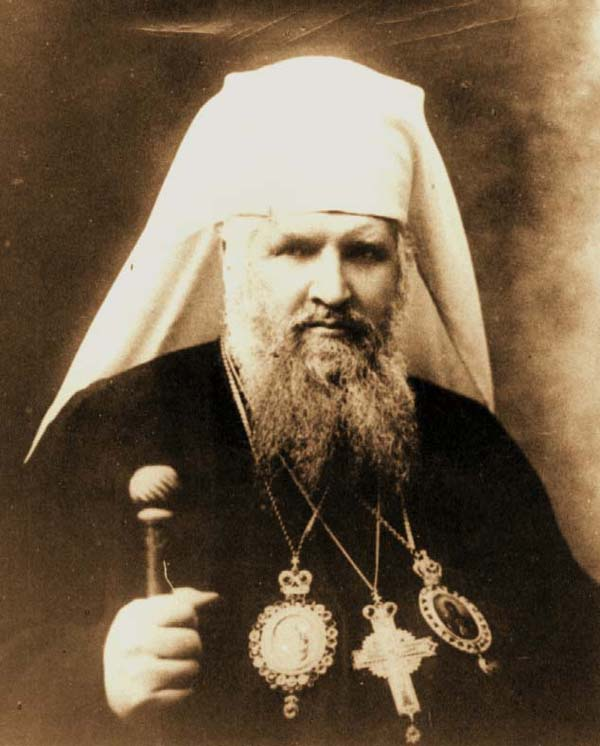
Andrey Sheptytsky
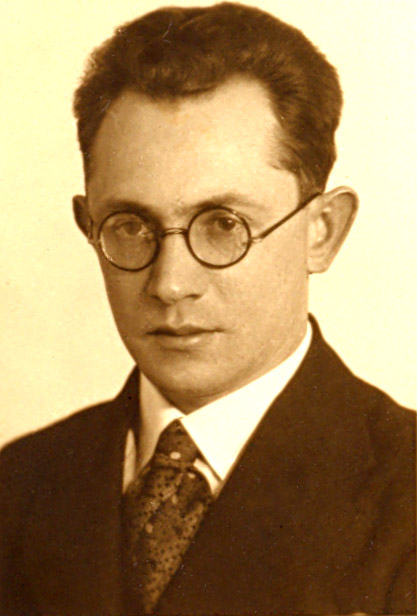
Mijailo Dragan

## Exposición del museo
La colección del museo incluye 124 monumentos arquitectónicos, entre las que se encuentran 54 viviendas.  Además, alberga cuatro salas de exposiciones, dos con exposiciones permanentes, en las que se exhiben aproximadamente 20.000 piezas de arte cotidiano y de arte popular. 
El territorio del museo ocupa 36 hectáreas y se divide convencionalmente en seis zonas etnográficas. Cada zona funciona como un pueblo en miniatura compuesto por unos 15 o 20 monumentos de arquitectura vernácula. Dentro de los edificios residenciales y de servicios públicos se exhiben artículos para el hogar, herramientas agrícolas, medios de transporte y equipos artesanales. Los seis mini-pueblos son:
- Boykivshchyna.
- Lemkivshchyna.
- Hutsulshchyna.
- Bukovyna.
- Podillia.
- Lvivshchyna.

Entre los más de 120 monumentos arquitectónicos de las regiones occidentales de Ucrania, seis son iglesias de madera. El objeto expuesto más antiguo es una casa campesina de 1749.   Otros edificios notables incluyen una fragua de herrero, una escuela, un aserradero, un batan, un molino de agua y un molino de viento.  El Museo de Arquitectura y Vida Popular de Lviv recibe la visita de más de 300 mil personas cada año. 

## Galería

### Sector Lvivshchyna

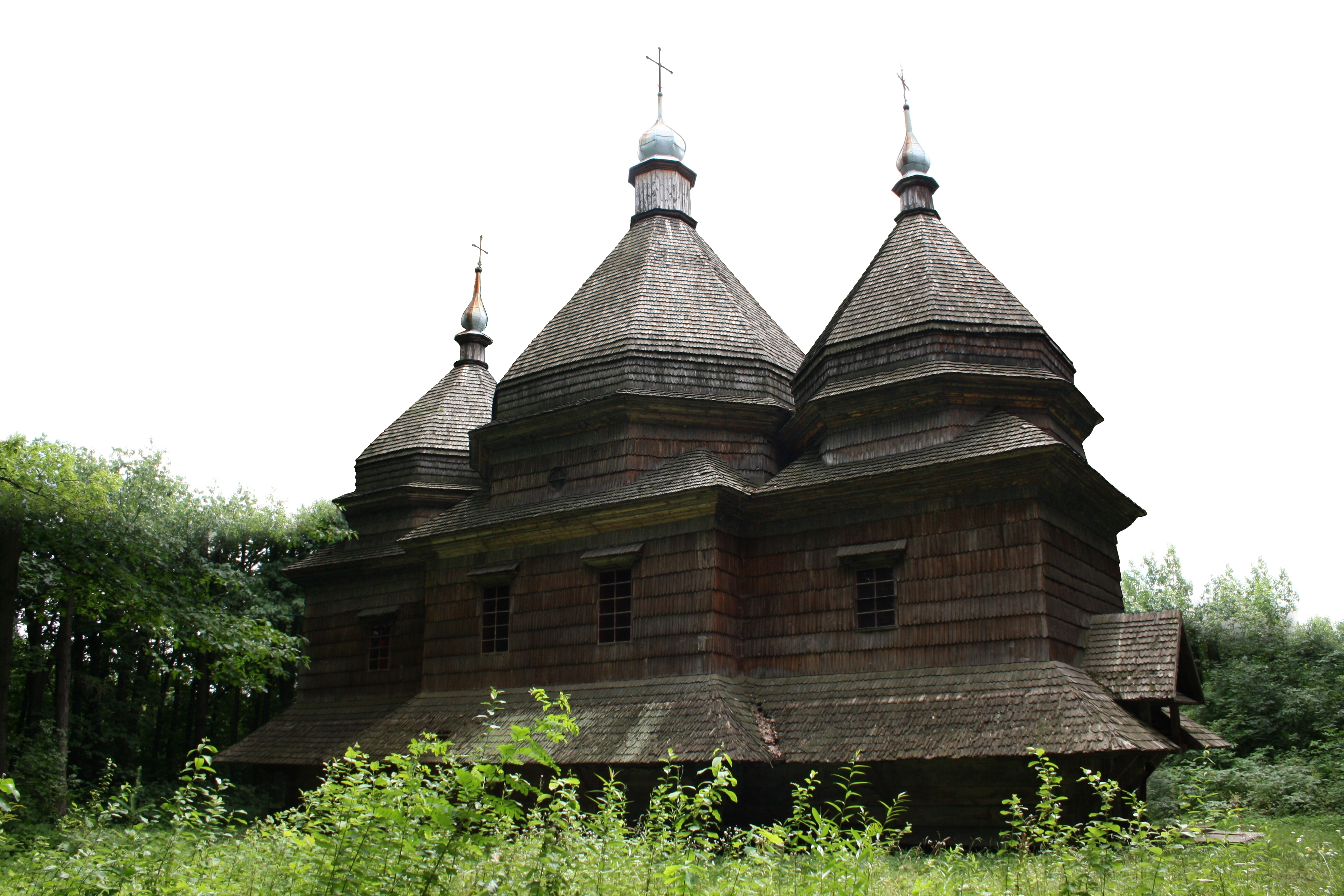
Iglesia de Santa Paraskeva (1822, pueblo de Stoyaniv)

### Sector Bukovina

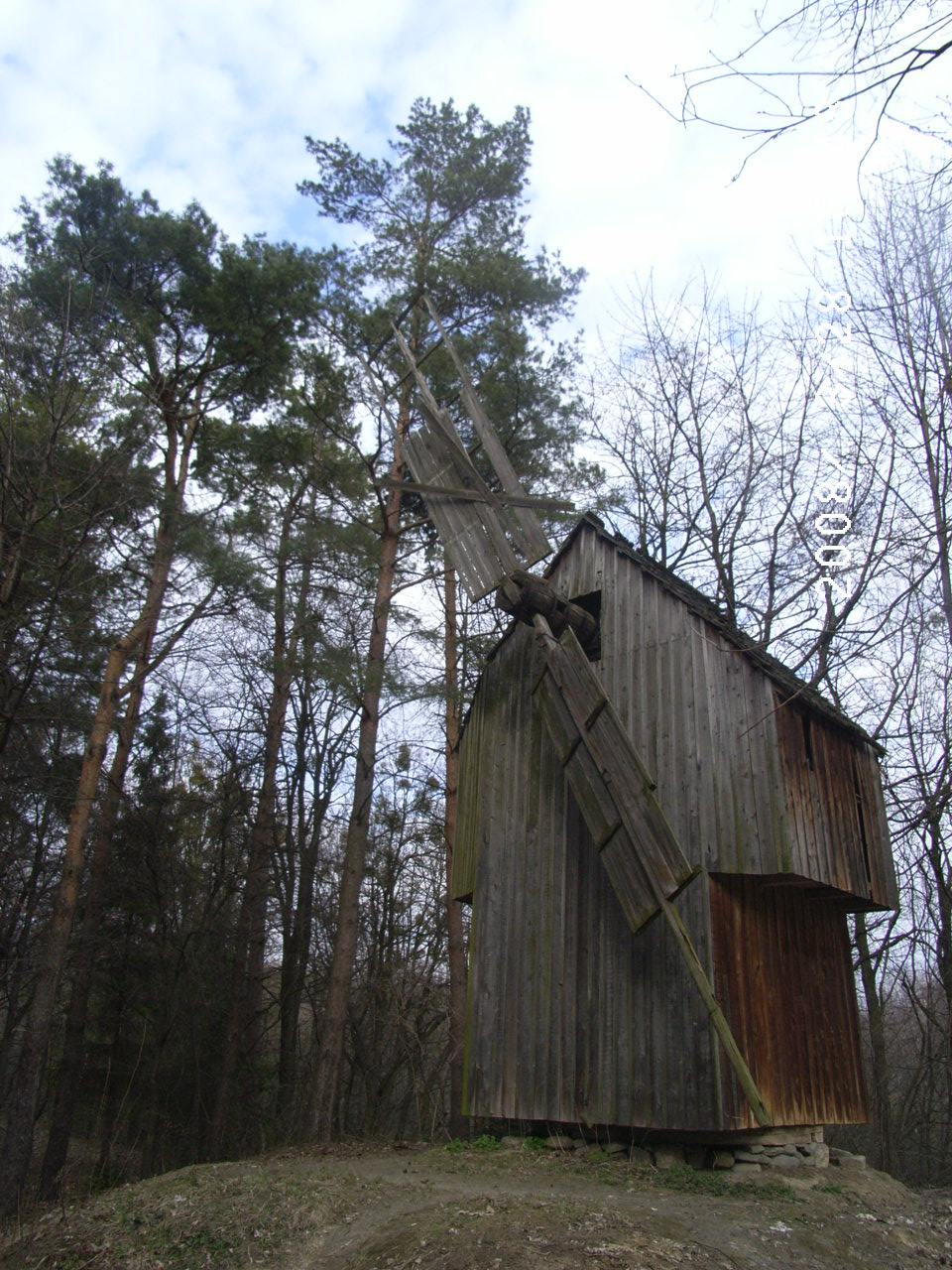
Molino de viento (principios del siglo XX, pueblo de Shyrivtsi)
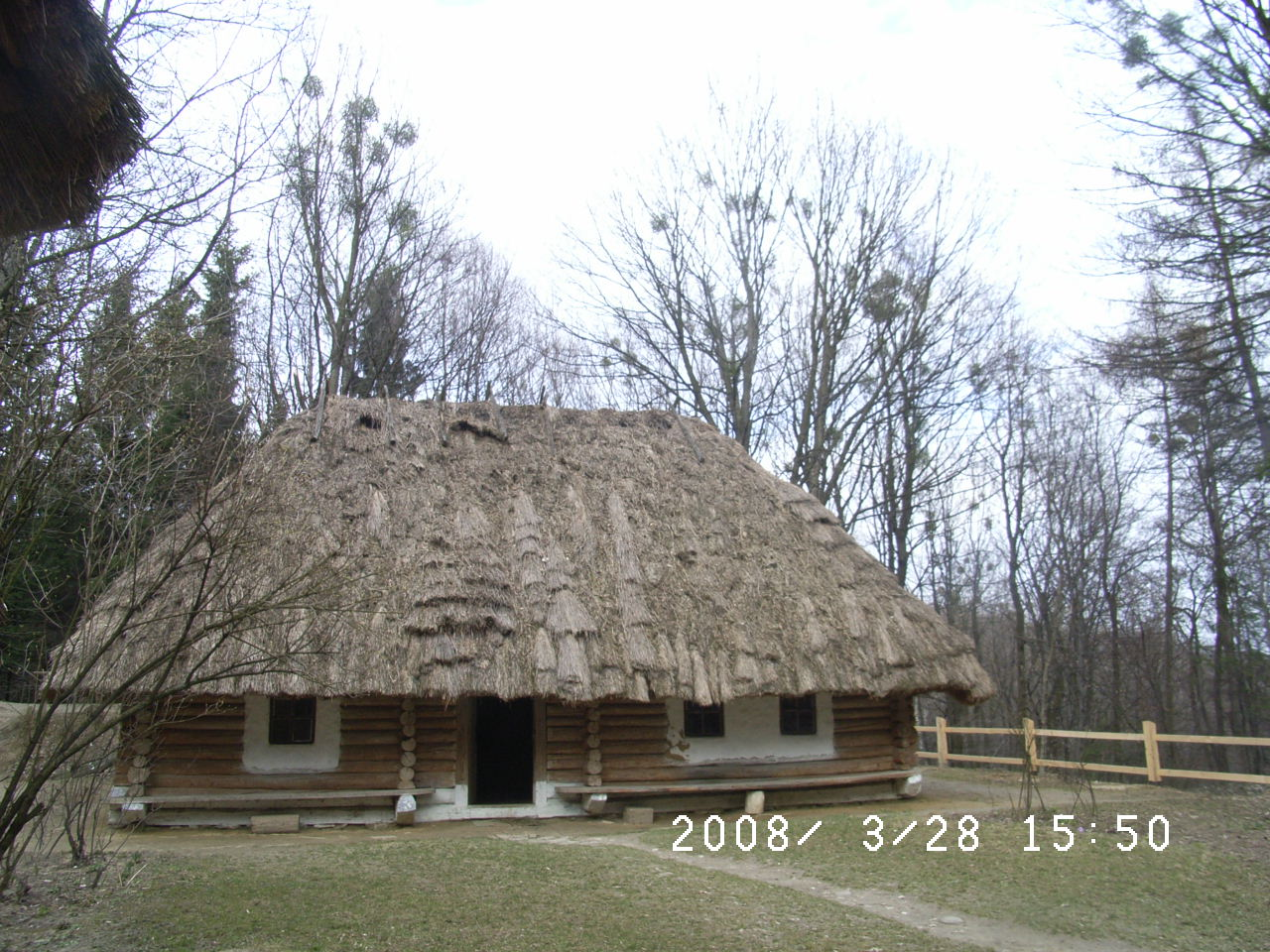
Finca (principios del siglo XX, pueblo de Berezhonka)
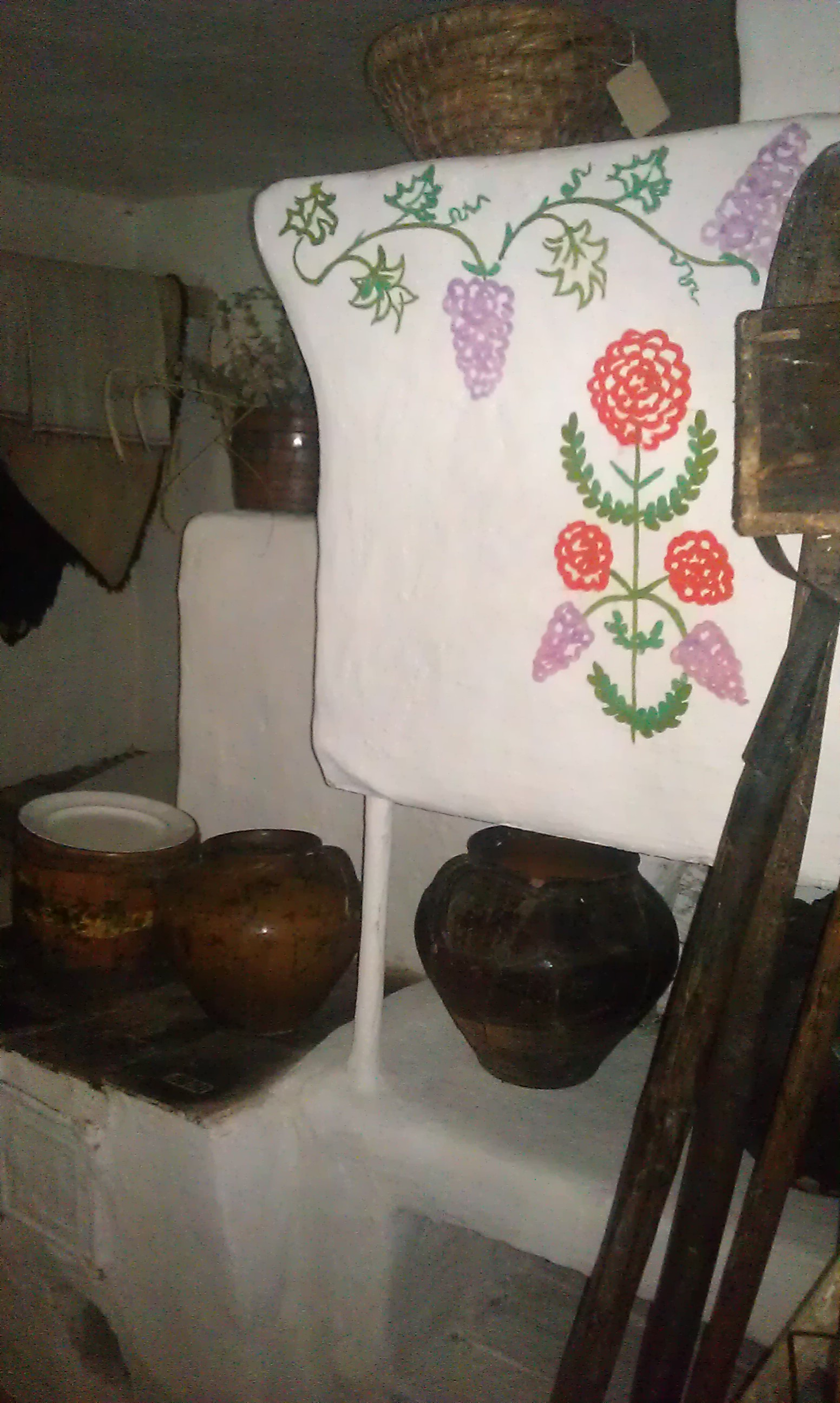
Interior de una casa (pueblo de Berezhonka)
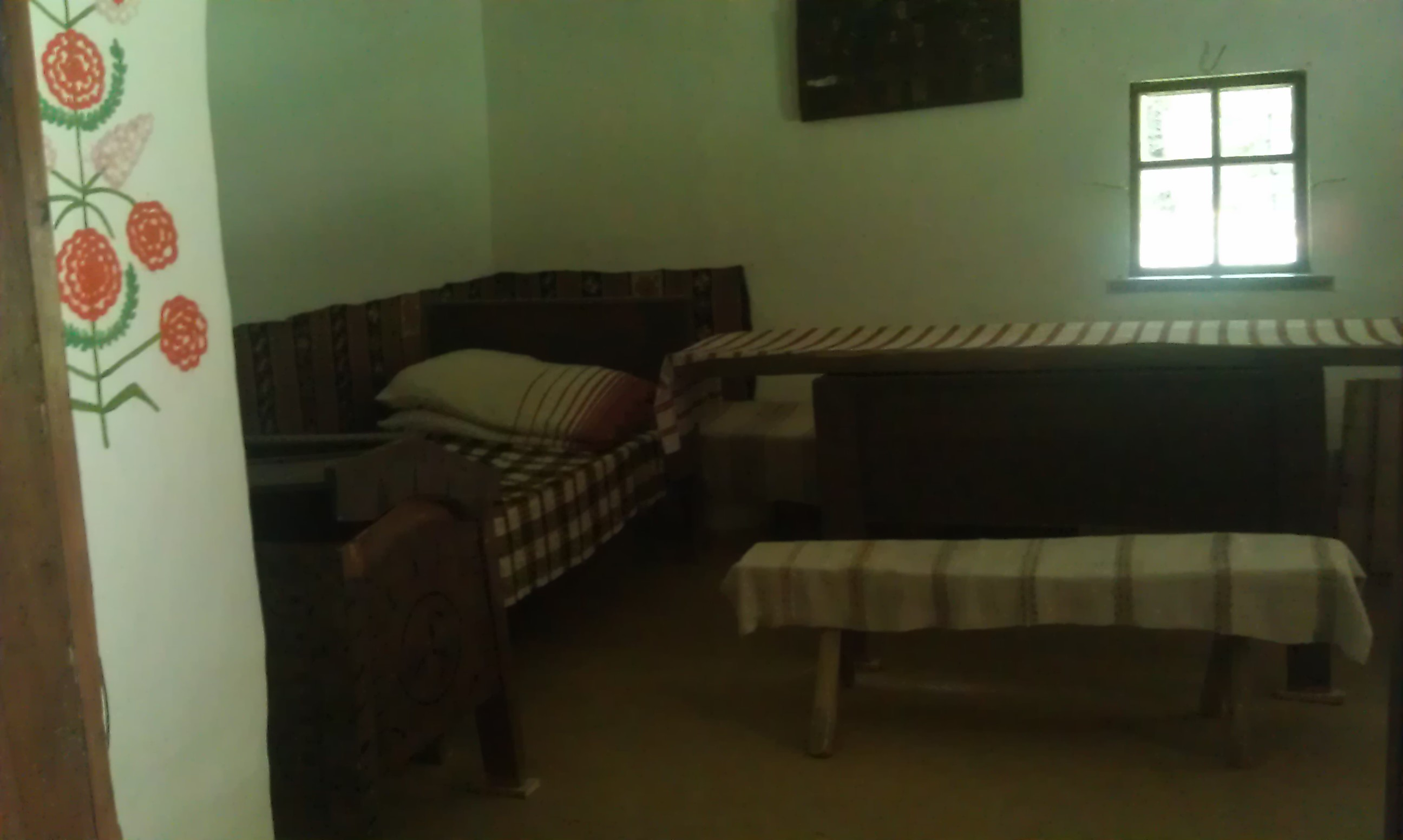
Interior de una casa (pueblo de Berezhonka)

### Sector Boykivshchyna

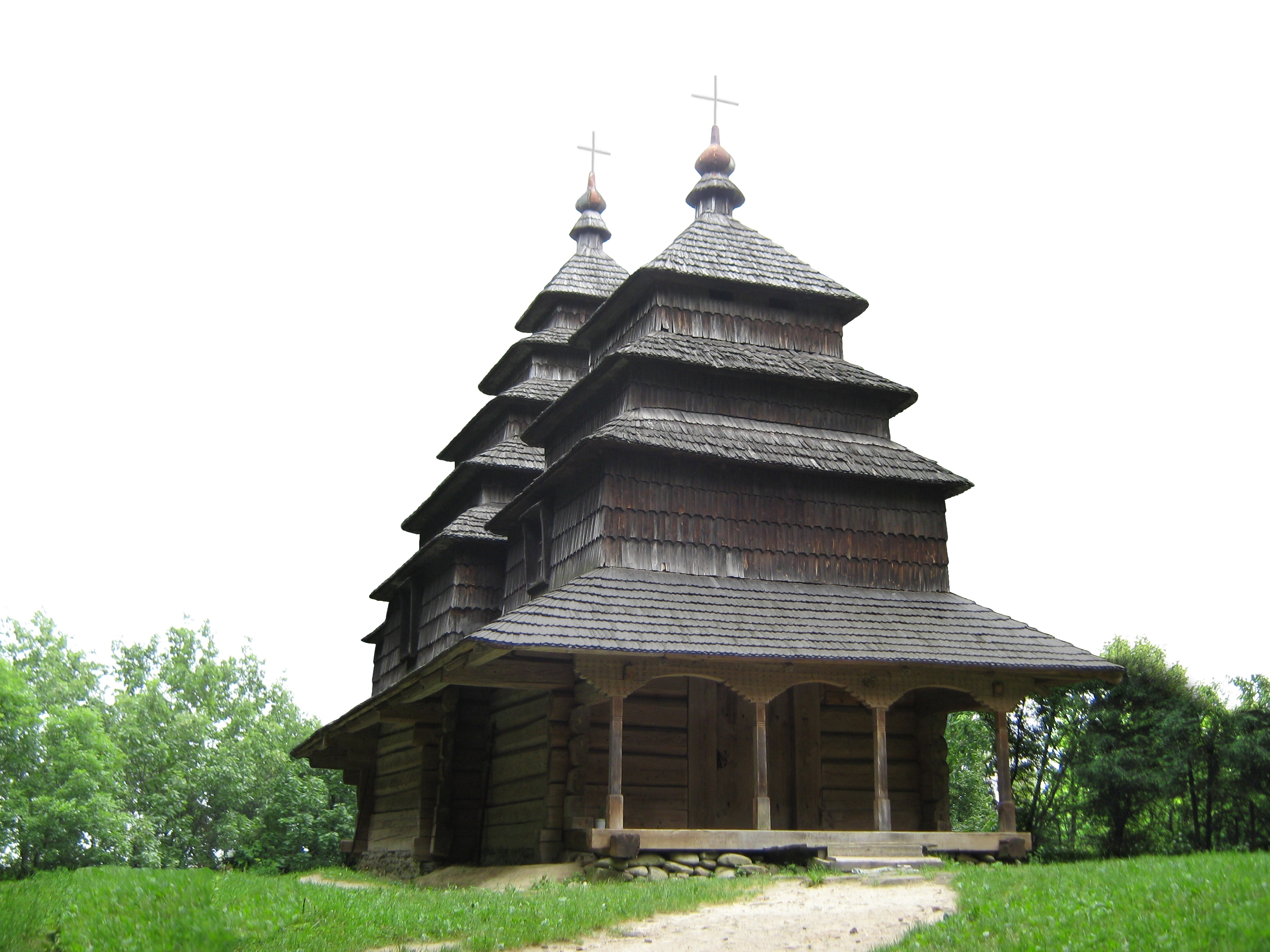
Iglesia de San Miguel (1863, pueblo de Tysovets)
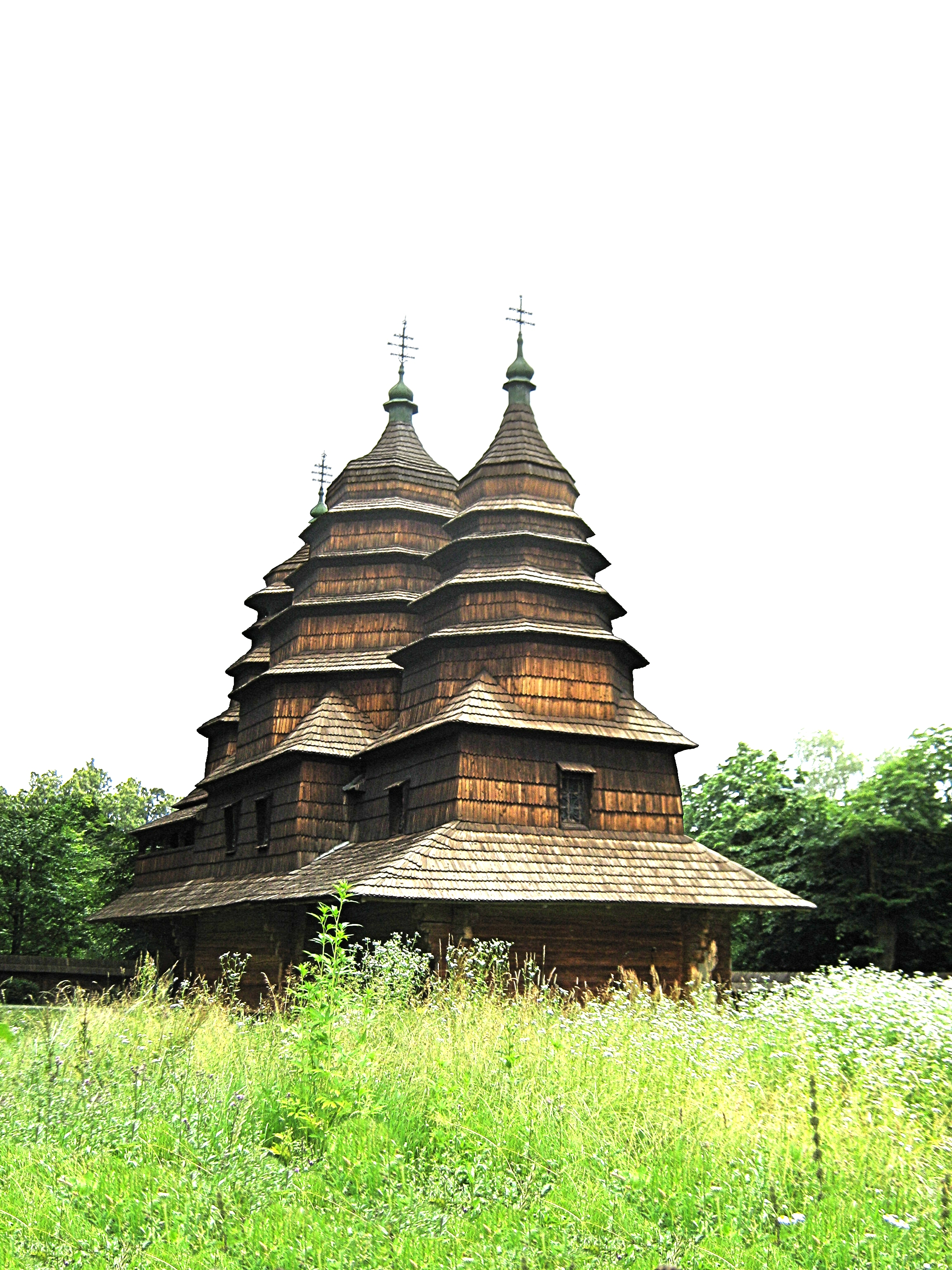
Iglesia de la Santa Sabiduría (Iglesia de San Nicolás) (1763, pueblo de Kryvka)
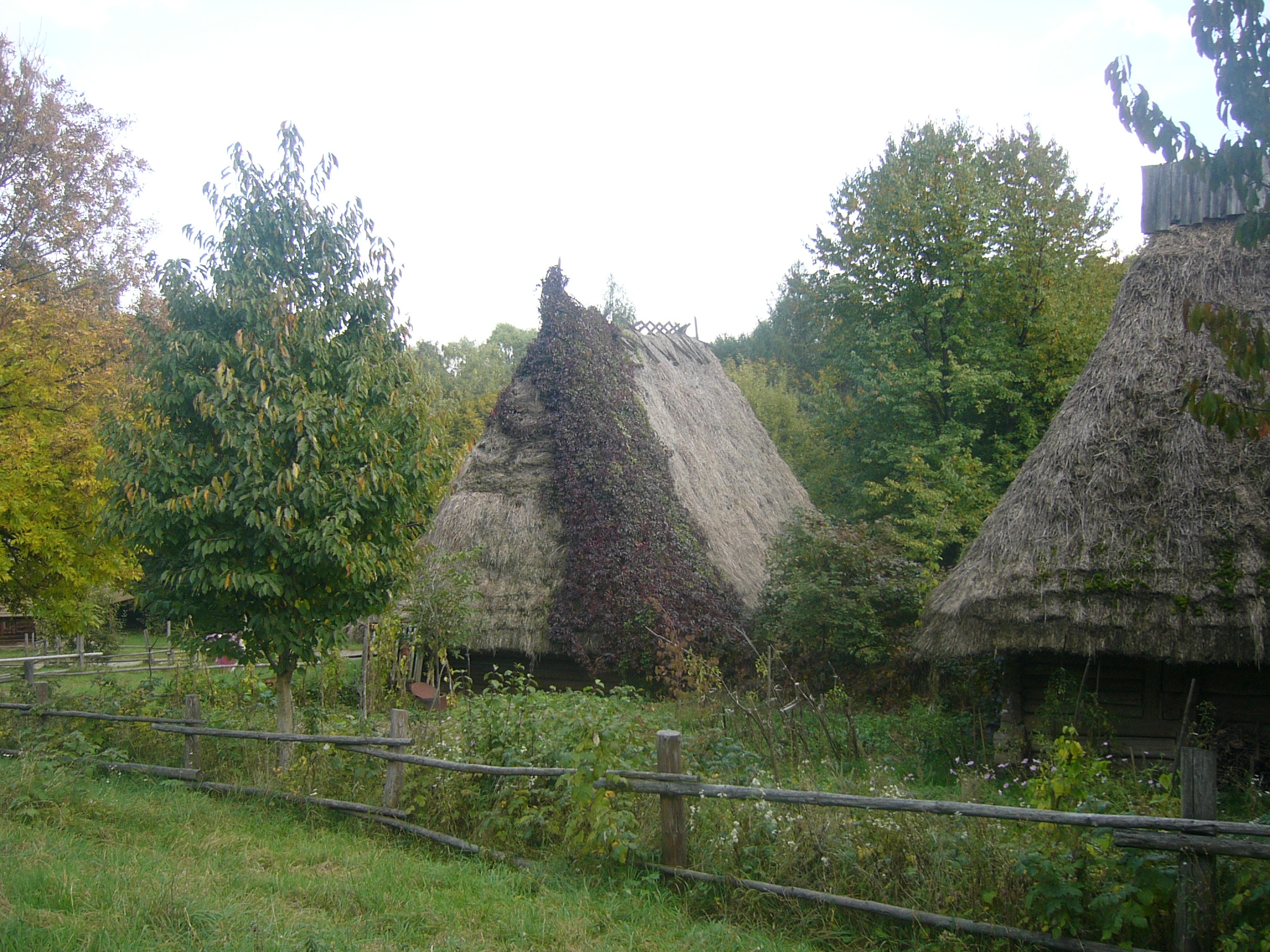
Casa solariega (mediados del siglo XIX, pueblo de Pylypets)
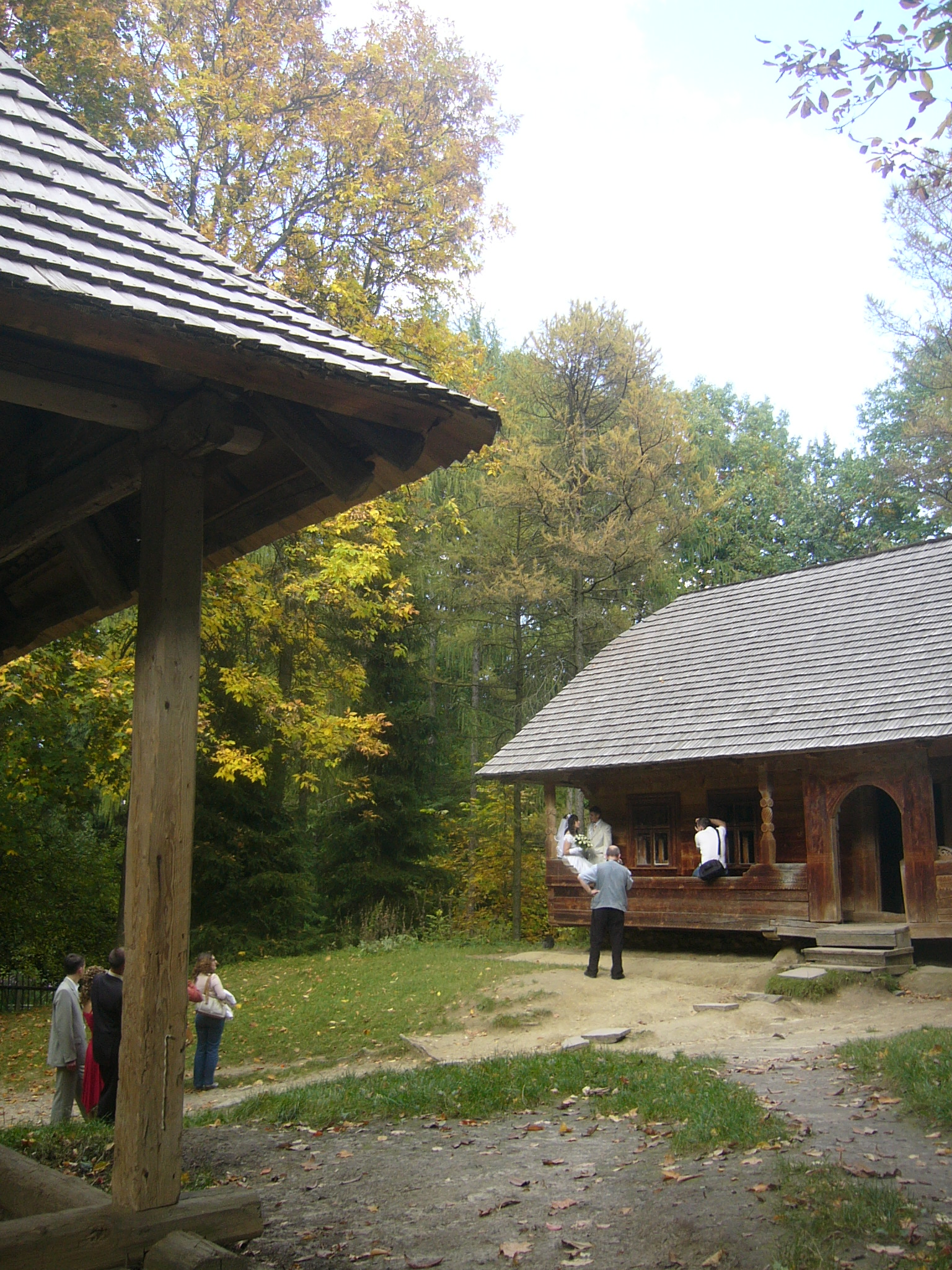
Casa (1912, pueblo de Lybokhora)
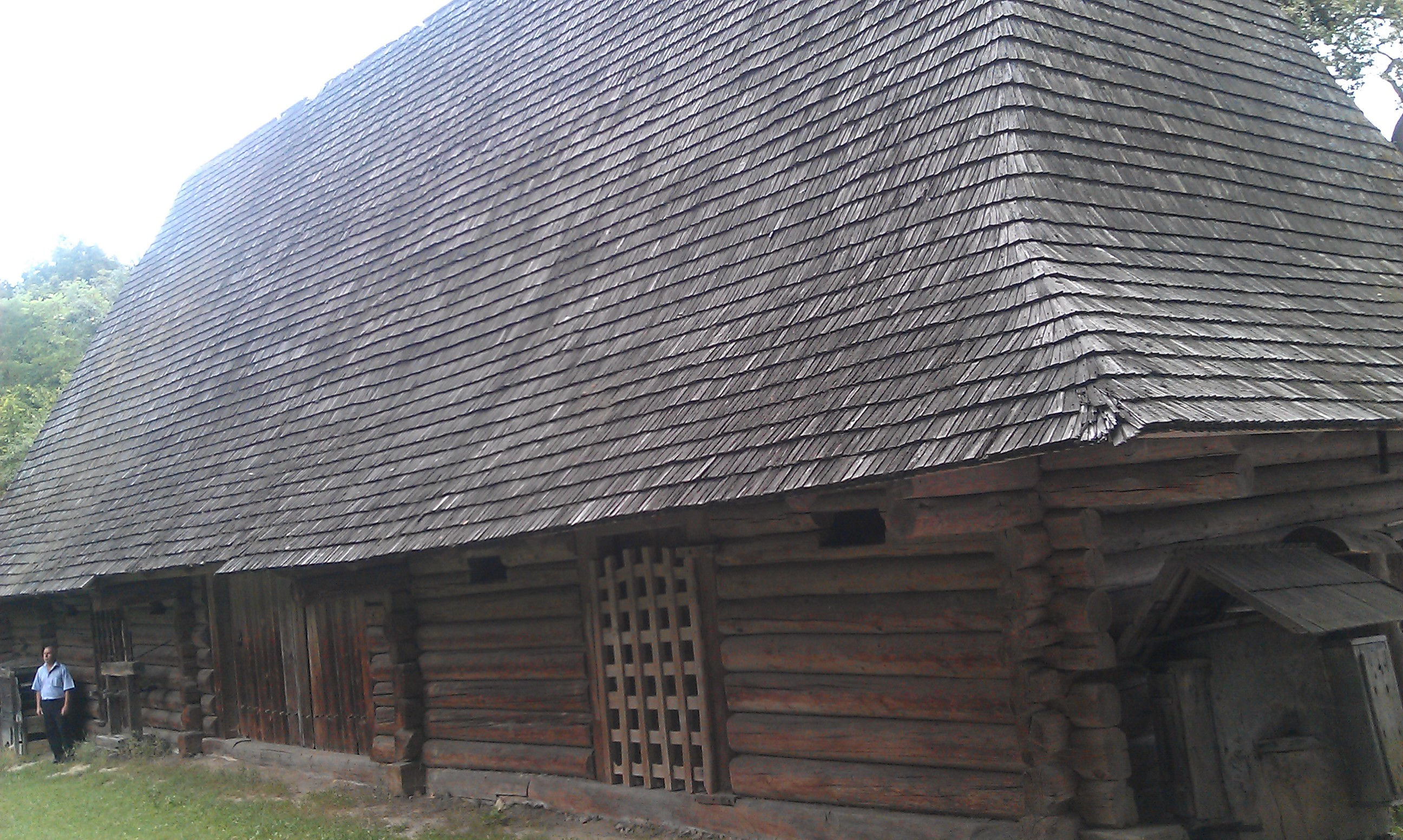
Establo-granero (aldea de Lybokhora)
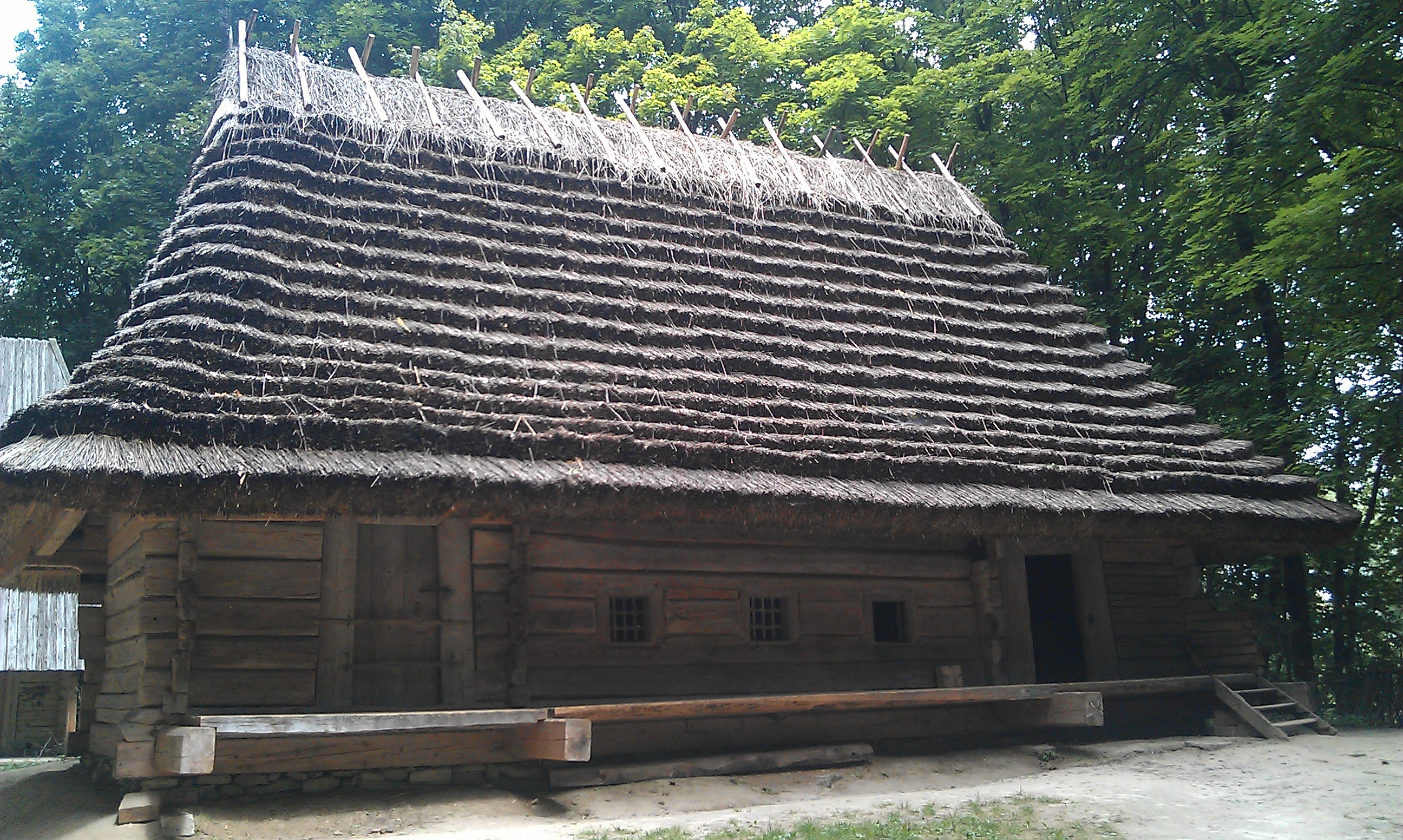
Casa (pueblo de Lybokhora)
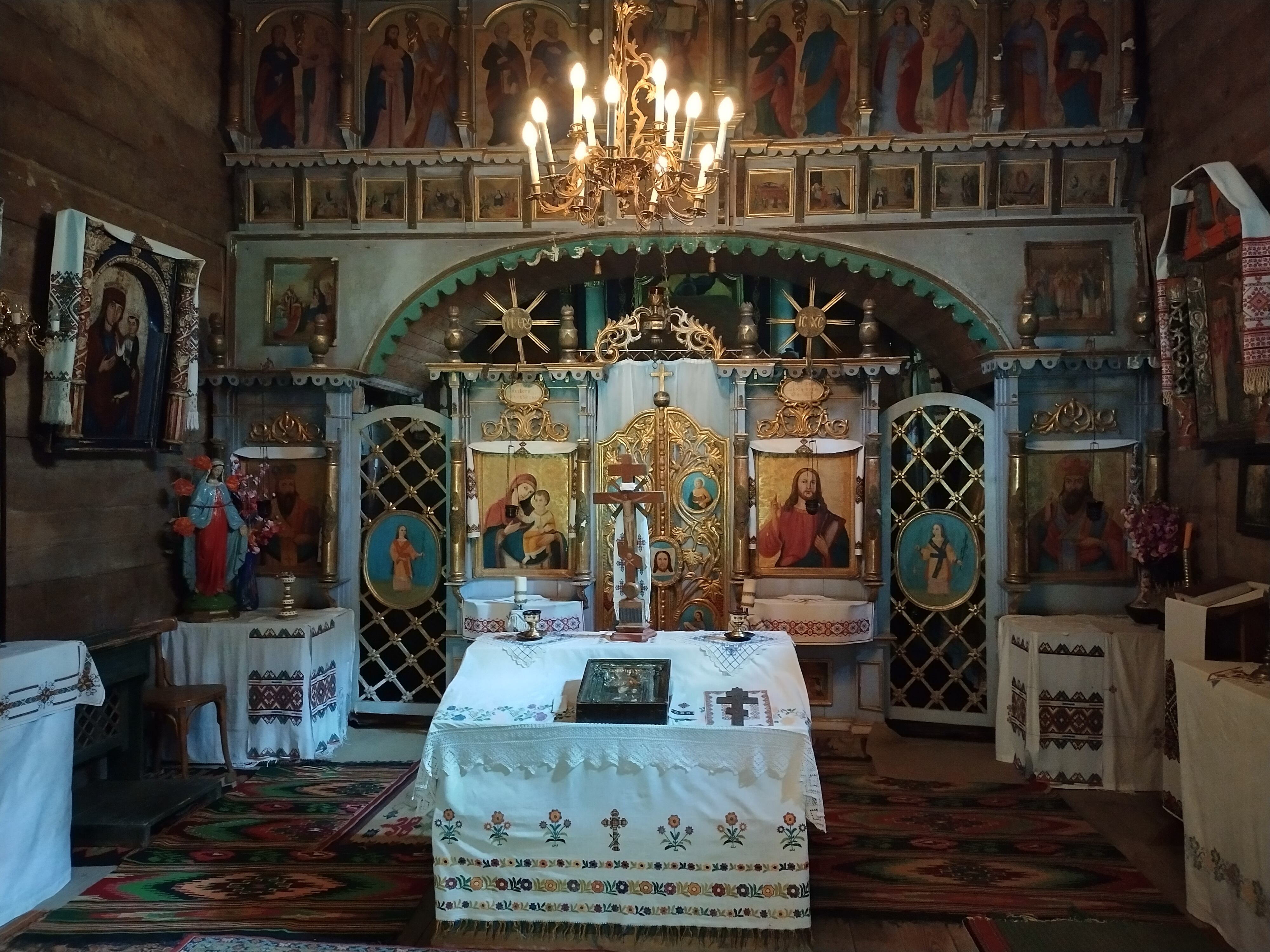
Altar mayor de la Iglesia de San Miguel
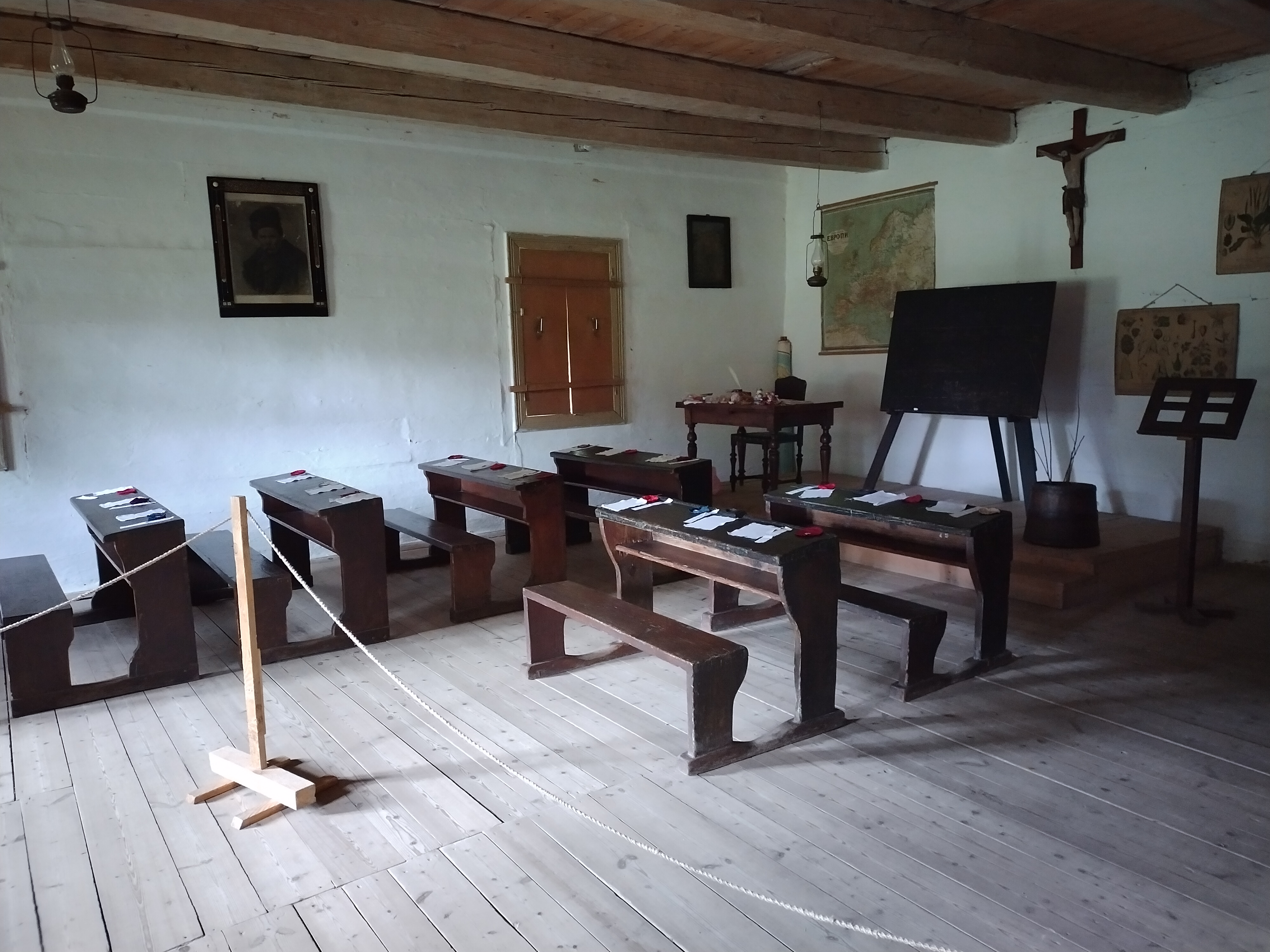
Interior de una escuela (1880, pueblo de Busovysko)

### Sector Lemkivshchyna

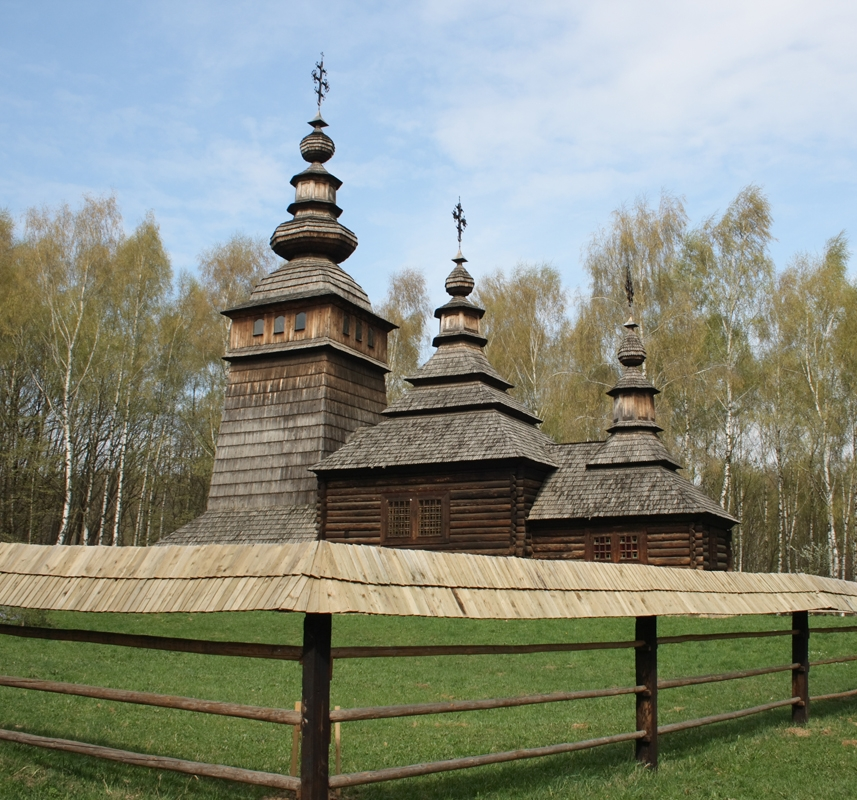
Iglesia de los Santos Olga y Volodymyr (réplica, pueblo de Kotan)
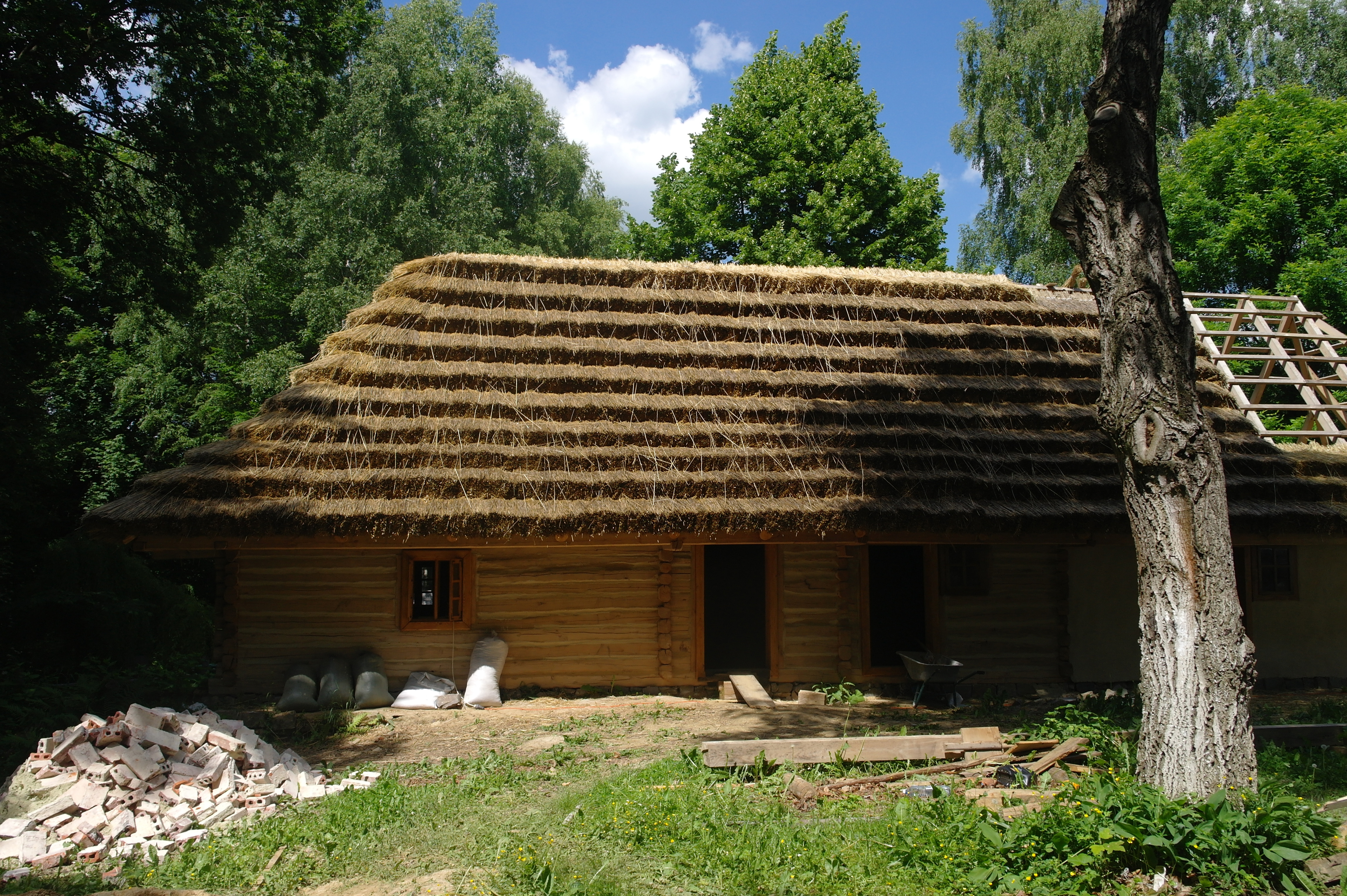
Casa (pueblo de Zarichovo)

### Otras exposiciones y obras de arte

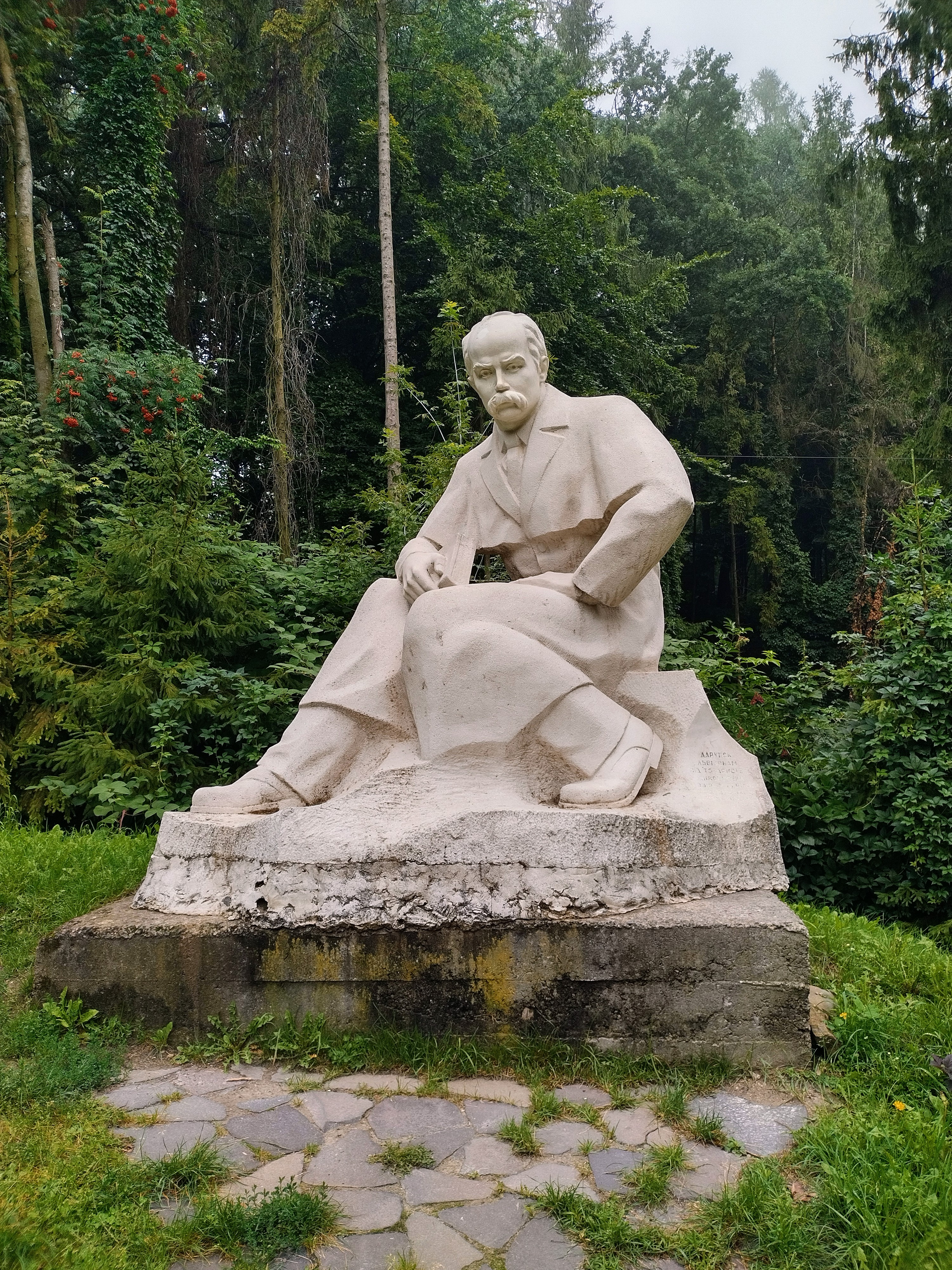
Monumento a Taras Shevchenko cerca de la entrada del museo
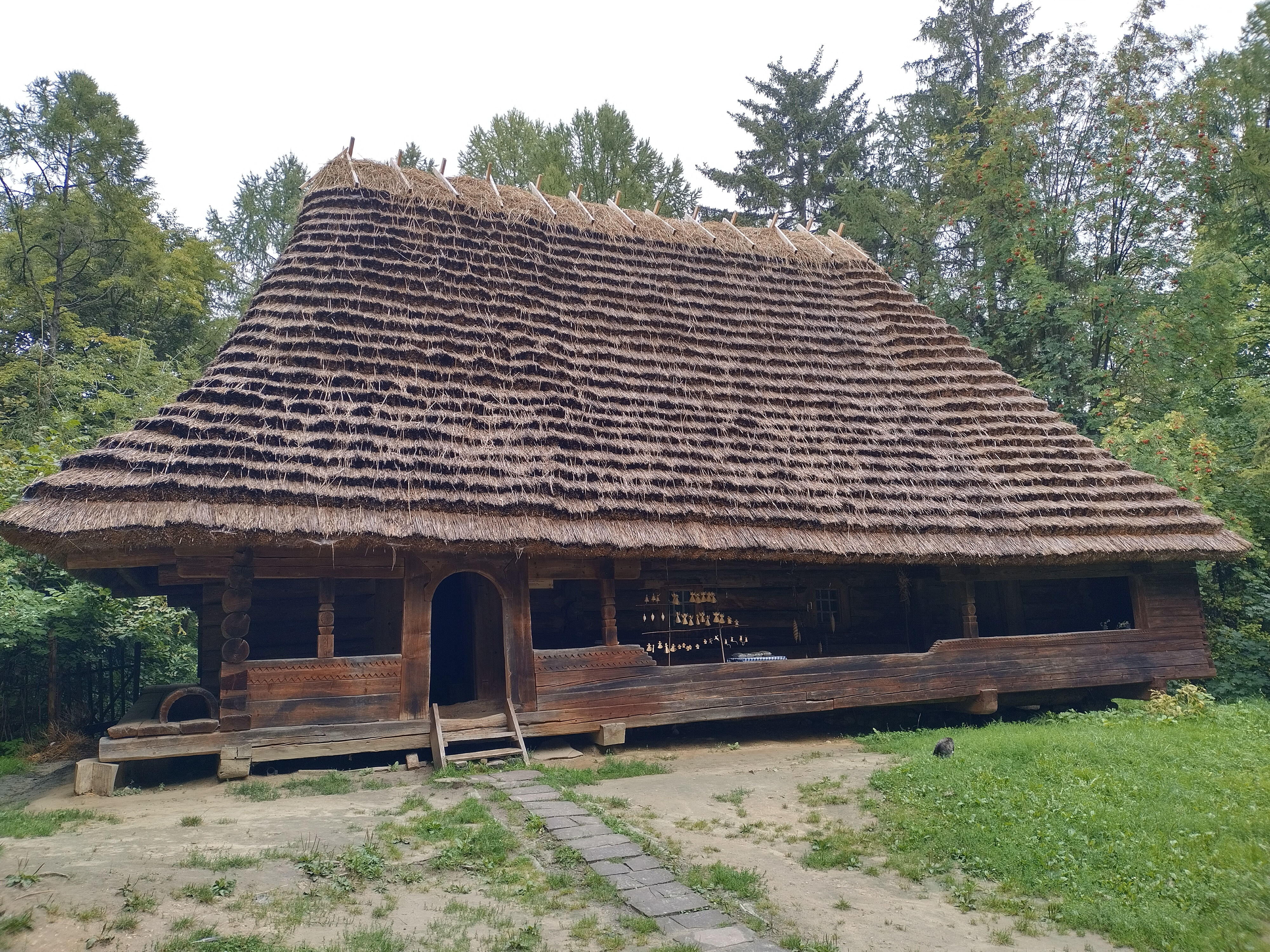
Casa (1860, pueblo de Oryavchyk)
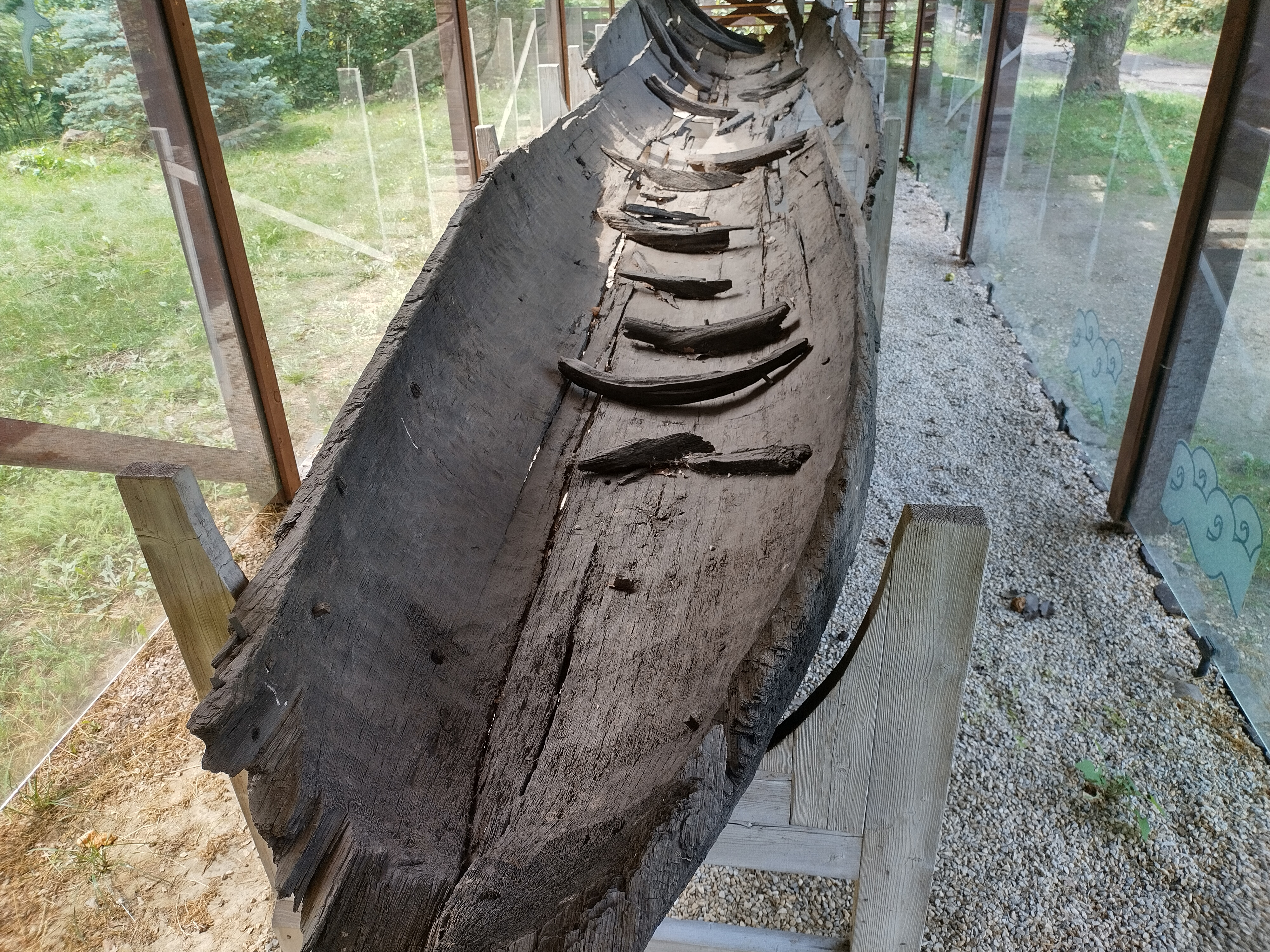
Barco cosaco “Dub” (río Horyn, pueblo de Orzhiv)
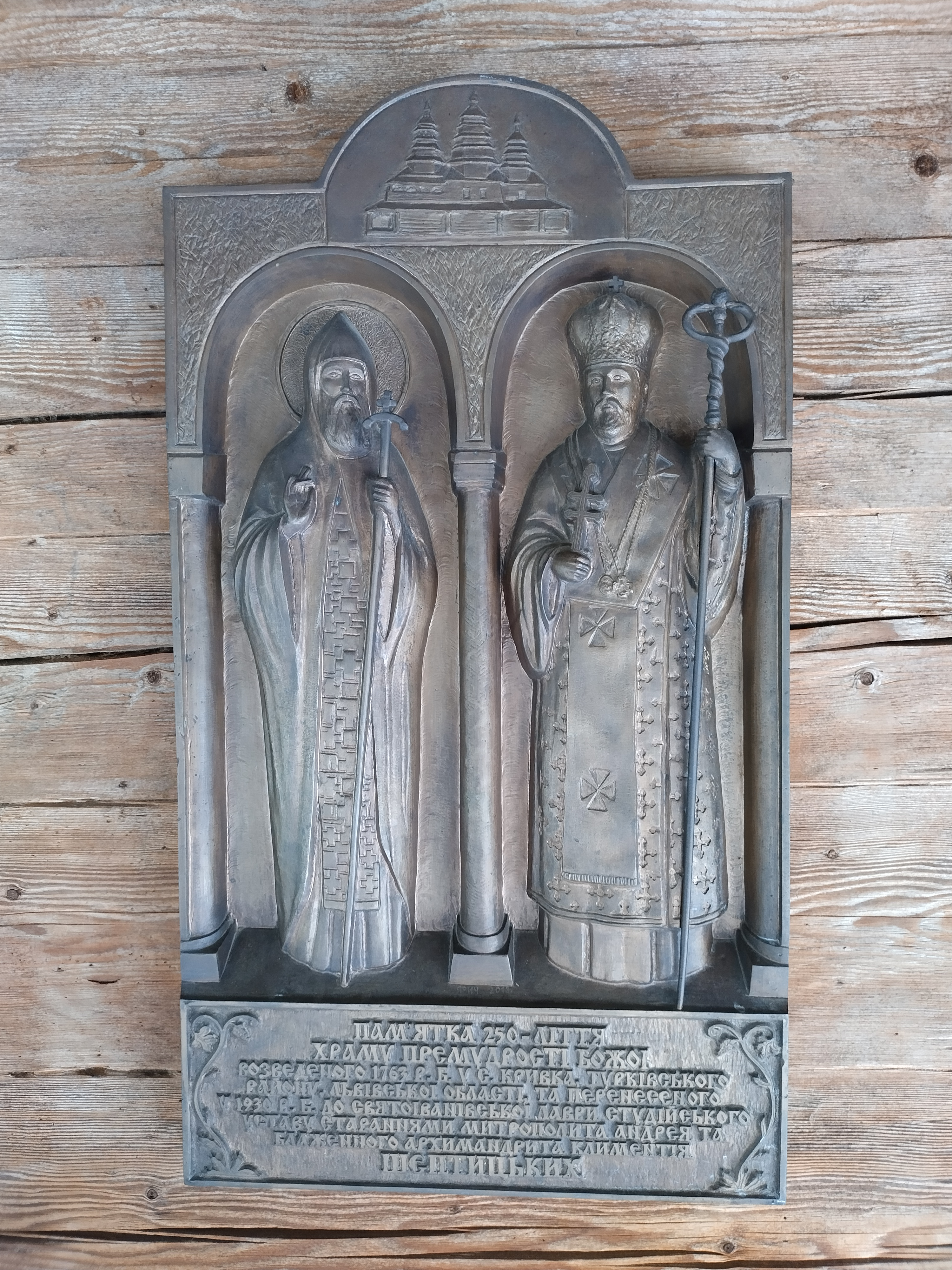
Placa conmemorativa del 250 aniversario de la Iglesia de la Santa Sabiduría
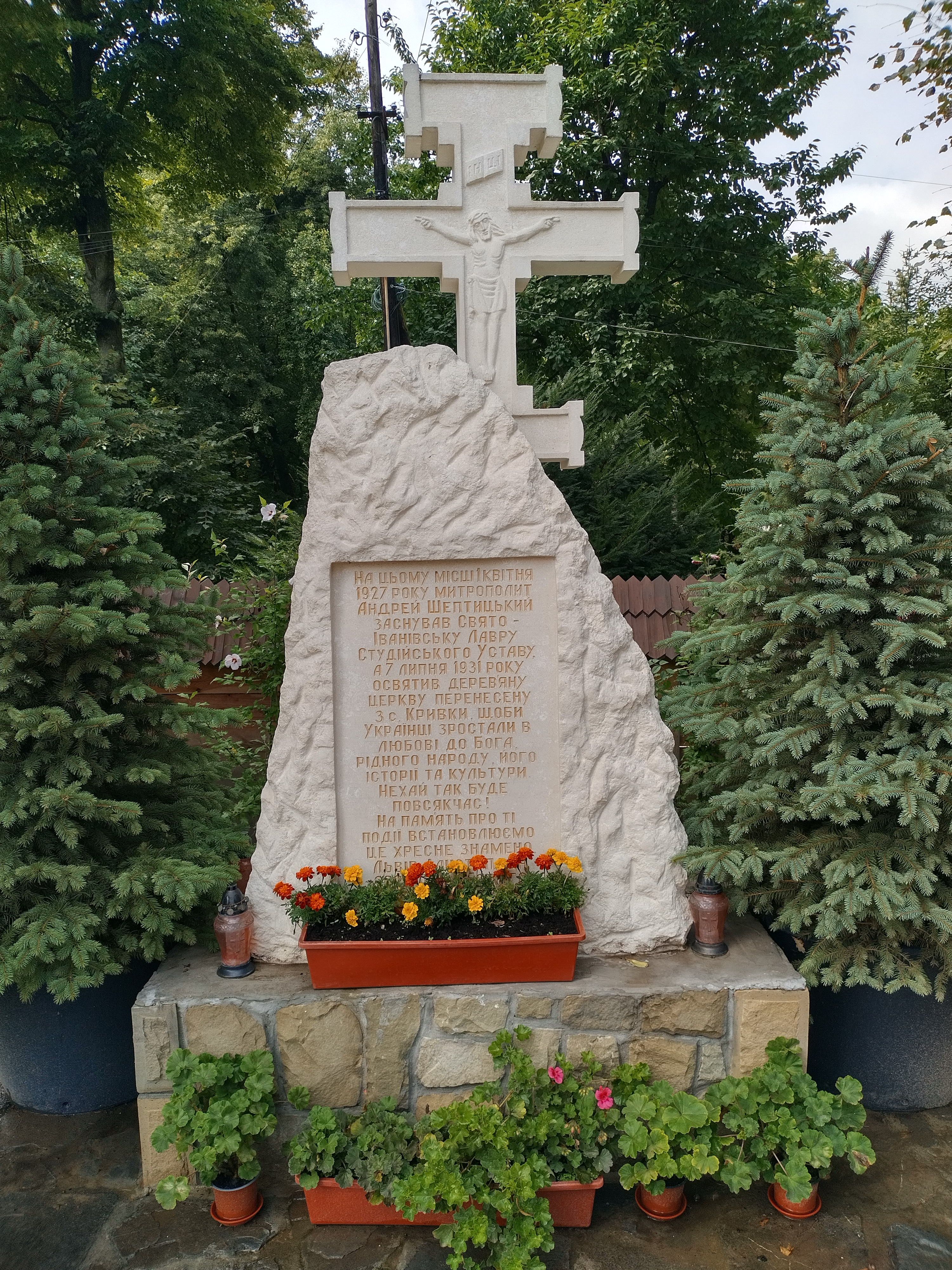
Monumento a la fundación de San Juan por A. Sheptytsky

## Eventos regulares
- Desfile de la Estrella de Belén – 8 de enero
- Pascua – Abril
- Festival “Campo Cantante” – 4 de mayo
- Día de la Madre – 13 de mayo
- Festival de Cultura Medieval «Antigua Lviv» – mayo
- Festival “Cuento de Hadas en el Bosque” – del 31 de mayo al 2 de junio
- Celebración de las Fiestas Verdes – Junio
- Fiesta del Pan – 17 de agosto
- Festival Internacional de Folklore “ Etnovyr ” – agosto
- Festival de la Miel – Septiembre
- Feria de Artesanía – Septiembre